# Rio Sacre
Rio Sacre är ett vattendrag i Brasilien.   Det ligger i delstaten Mato Grosso, i den centrala delen av landet, 1 100 km väster om huvudstaden Brasília.
Trakten runt Rio Sacre består till största delen av jordbruksmark. Runt Rio Sacre är det mycket glesbefolkat, med 2 invånare per kvadratkilometer.